# Witchcraft (Lied)
Witchcraft ist ein Lied der Electronica-Band Pendulum aus ihrem Nummer-eins-Album Immersion. Es wurde erstmals am 16. Juli 2010 bei iTunes veröffentlicht. Witchcraft wurde von Rob Swire und Gareth McGrillen geschrieben und produziert und hat eine Länge von 4 Minuten und 12 Sekunden.

## Hintergrund
Erst zwei Tage, bevor die endgültige Version des Albums feststand, wurde der Song aufgenommen. Swire erklärte gegenüber der britischen Boulevardzeitung The Sun, dass ihr Manager erklärt habe, dass es ihre zweite Single aus ihrem Album sein würde, aber damals weder eine Melodie noch Vocals dagewesen wären. Also sagten sie sich: „Ok, wenn das die zweite Single ist – lass es uns verdammt noch mal hinter uns bringen.“ Gareth McGrillen erklärte Noisecreep, dass es 16 Versionen des Lieds gegeben hätte und dass das Lied eines seiner Favoriten wäre.

## Kritiken
Der Song bekam überwiegend positive Kritiken. Ruth Franciszka Wallbank von Red Hot Velvet gab dem Lied beispielsweise vier Sterne, Dara Hickey von Unreality Shout meinte, dass Pendulum sich mit „Witchcraft“ vom Mainstream entfernen würden, weil der Song zu sehr „sie“ sei. Er vergab 4,5 von fünf möglichen Sternen. Auch Sheryl Willis von allgigs.co.uk vergab vier Sterne.

## Kommerzieller Erfolg

### Chartplatzierungen
Witchcraft erreichte Platz 29 der britischen Charts und war insgesamt neun Wochen in den Top 100 geblieben.
| ChartsChartplatzierungen     | Höchstplatzierung | Wochen |
| ---------------------------- | ----------------- | ------ |
| Vereinigtes Königreich (OCC) | 29 (9 Wo.)        | 9      |

### Auszeichnungen für Musikverkäufe
| Land/Region                  | Auszeichnungen für Musikverkäufe (Land/Region, Auszeichnung, Verkäufe) | Verkäufe |
| ---------------------------- | ---------------------------------------------------------------------- | -------- |
| Vereinigtes Königreich (BPI) | Silber                                                                 | 200.000  |
| Insgesamt                    | 1× Silber ·                                                            | 200.000  |